# Sveti Mauro
Sveti Mauro, Mavro ili Mavar (lat. Maurus; ?, III.st. – ? Poreč, oko 304.), svetac i biskup, prvi poznati biskup Porečke biskupije. Zaštitnik je Poreča.
Za Dioklecijanova progona mučen je i ubijen, te pokopan na starokršćanskom prigradskom groblju Cimare. Ostatci su mu preneseni u oratorij gradske crkve i položeni u kameni sarkofag u drugoj polovini 4. stoljeća. Na sarkofagu je uklesan natpis HOC CVBILE SANCTVM – CONFESSORIS MAVRI – NIBEVM CONTINET CORPVS… (Ovo sveto počivalište čuva čisto tijelo mučenika Maura…). Biskup Eufrazije prenio ih je u 6. stoljeću u novu baziliku i tom prigodom izrađen je mozaik s njegovim likom. Zajedno s ostatcima dalmatinskih i istarskih mučenika, njegove je moći 641. godine papa Ivan IV. smjestio u kapelu sv. Venancija u Lateranu. Predaja o njegovu mučeništvu pala je u zaborav, a u srednjem je vijeku počelo slavljenje istoimenog afričkog monaha koji je mučen u Rimu za cara Numerijana. Po predaji, njegovi su ostatci doplutali morem na obalu Poreča. Nesporazum je ispravljen nakon što je 1847. otkrivena ploča s natpisom o Mauru Porečkom.

## Vanjske poveznice
- Životopis sv. Maura (Župa Uznesenja Blažene Djevice Marije, Katedrala Poreč)